# Suseni (Mureș)
Suseni (in ungherese Marosfelfalu, in tedesco Pränzdorf) è un comune della Romania di 2422 abitanti, ubicato nel distretto di Mureș, nella regione storica della Transilvania.
Il comune è formato dall'unione di 2 villaggi: Luieriu e Suseni.
La località, la cui esistenza è attestata per la prima volta in un documento del 1319, venne fondata ed abitata fino al XVI secolo prevalentemente da Sassoni di Transilvania; successivamente la maggioranza della popolazione fu costituita da ungheresi di etnia Székely. Per un certo periodo esistette anche una colonia armena, arrivata dalla Moldavia nel XVII secolo. Oggi la popolazione è costituita prevalentemente da romeni, anche se rimane un 30% circa di abitanti di origine ungherese.